# Кесаева, Стелла Юрьевна
Кеса́ева Сте́лла Ю́рьевна (род. 6 апреля 1965 года, Владикавказ, Северо-Осетинская АССР) — общественный деятель, коллекционер, меценат, президент Stella Art Foundation, осуществившего целый ряд масштабных выставочных проектов в области современной культуры и визуального искусства.
Награждена Австрийским почётным крестом «За науку и искусство», является лауреатом Всероссийского конкурса в области современного визуального искусства «Инновация» в номинации «За поддержку современного искусства России». Приказом Министерства культуры РФ назначена Комиссаром Павильона России на Венецианской биеннале в 2011, 2013 и 2015 годах.

## Биография
Стелла Кесаева родилась 6 апреля 1965 года в Орджоникидзе (в настоящее время Владикавказ) в Северо-Осетинской АССР.
В 1984—1989 годах училась в Северо-Осетинском Государственном Университете им. К. Хетагурова, окончила экономический факультет.
В 2003 году основала Stella Art Foundation и провела первые в России частные выставки выдающихся американских художников Энди Уорхолла, Тома Вессельмана, Жана-Мишеля Баскиа, Алекса Каца, Дэвида Салле.
В 2004 году выступила соорганизатором выставки Ильи и Эмилии Кабаковых «„Случай в музее“ и другие инсталляции» в Государственном Эрмитаже, первой после эмиграции художников из России.
Созданный по инициативе Стеллы Кесаевой Stella Art Foundation ставит целью популяризировать творчество современных российских художников в России и за рубежом). За годы своего существования Stella Art Foundation реализовал более 100 художественных проектов, была собрана крупная коллекция современного искусства.
В 2010 году Стелла Кесаева стала лауреатом Всероссийского конкурса в области современного визуального искусства «Инновация» в номинации «За поддержку современного искусства России».
В 2009 и 2010 годах Стелла Кесаева организовала три экспозиционных проекта, посвященных современному русскому искусству, в Музее истории искусств в Вене: выставку коллекции Stella Art Foundation «Это смутный объект искусства», выставку-интервенцию в залы искусства северного Возрождения «Игорь Макаревич, Елена Елагина. In Situ», а также выставку-интервенцию в залы древнегреческого и древнеримского искусства «Борис Орлов. Круг героев».
В 2011 году награждена Австрийским почётным крестом «За науку и искусство».
В 2010 году назначена комиссаром Павильона России на Венецианской биеннале в 2011, 2013 и 2015 годах. В 2011 году в Павильоне России был осуществлен проект «Пустые зоны» куратора Бориса Гройса, художника Андрея Монастырского и группы «Коллективные действия».
В 2013 году в Павильоне России был реализован проект «Даная» художника Вадима Захарова. Его куратором впервые в истории национального Павильона выступил иностранный профессионал в области современного искусства — Удо Киттельман.
В 2015 году, также впервые, художником Павильона России стала женщина. Над проектом работала Ирина Нахова, его куратором выступала Маргарита Тупицына.

## Семья
Бывший муж Игорь Кесаев.
Дети: Илона, Эрик и Кристина.